# しっぽのうた
「しっぽのうた」は、坂本真綾の7作目のシングル。

## 概要
前作「指輪」からわずか2ヶ月という短いスパンでリリースされた。作詞は従来の岩里祐穂から一倉宏に代わって手掛けられている。
カップリング曲「夜明けのオクターブ」は制作上の都合により歌詞が掲載されていない（後にベストアルバム『シングルコレクション+ ニコパチ』で歌詞が掲載された）。
累計出荷枚数は1万枚。

## 収録曲
（全作詞：一倉宏／作曲・編曲：菅野よう子）
1. しっぽのうた[注 1]
  - セガ・エンタープライゼスドリームキャスト用ゲームソフト『ナップルテール』テーマソング
2. みどりのはね[注 2]
  - セガ・エンタープライゼスドリームキャスト用ゲームソフト『ナップルテール』挿入歌
3. 夜明けのオクターブ[注 3]
  - セガ・エンタープライゼスドリームキャスト用ゲームソフト『ナップルテール』イメージソング